# Бондаренко, Виктор Иванович
Виктор Иванович Бондаренко (13 июня 1949) — советский футболист, защитник, нападающий. Позже — российский тренер. Мастер спорта СССР (1971).

## Биография
Игроком выступал за СКА Ростов-на-Дону, «Даугаву» Рига.
В начале 1980-х окончил Высшую школу тренеров, стал работать тренером в ростовском СКА. По линии спортивного комитета дружественных армий получил предложение из Мозамбика. Несмотря на то, что в стране шла война, согласился работать там и уже на второй год работы выиграл чемпионат. В 1985—1988 годах — главный тренер мозамбикского «Мачедже» (Мапуту), в 1988—1991 годах — главный тренер и начальник команды СКА (Ростов-на-Дону).
С 1991 года работал в Африке. Был главным тренером мозамбикских клубов «Мачедже», «Кошта ду Сол», сборной Мозамбика, клубов из ЮАР «Орландо Пайретс», «Морока Свэллоуз», «Буш Бакс», «Мамелоди Сандаунз». В 1996 году в качестве главного тренера «Орландо Пайретс» выиграл три турнира: Суперкубок КАФ, Кубок ЮАР и Кубок Восьми с участием восьмёрки лучших команд чемпионата ЮАР прошлого сезона, но в конце того же года был уволен из клуба из-за конфликта с его президентом Ирвином Козой.
30 декабря 2003 года Бондаренко подписал контракт с московским «Динамо», войдя в тренерский штаб Ярослава Гржебика. Перед клубом была поставлена задача войти в тройку призёров чемпионата, но к середине лета 2004 года команда шла в конце турнирной таблицы. 12 июля 2004 года, после увольнения чешского специалиста, Бондаренко возглавил «Динамо» в качестве исполняющего обязанности главного тренера. В сентябре контрольный пакет акций клуба приобрёл предприниматель Алексей Федорычев, тогда же к тренерскому штабу Виктора Бондаренко в качестве тренера-консультанта присоединился Олег Романцев. 26 октября, не выправив турнирное положение «Динамо», Бондаренко покинул клуб, уступив место Романцеву.
Работа Бондаренко в «Динамо» запомнилась тем, что он проводил тренировки, используя мегафон.
Во второй половине 2005 года Бондаренко работал главным тренером в египетской «Исмаилии». В декабре новое руководство клуба в одностороннем порядке разорвало контракт с российским специалистом, отказавшись от официального объяснения причины данного шага и от выплаты как неустойки, так и заработной платы за последние 1,5 месяца. Тогда же Бондаренко подал в суд на «Исмаилию» и в январе 2011 года Комитет по этике ФИФА вынес решение в пользу тренера, обязав египтян выплатить ему 55 тысяч долларов.
14 августа 2006 года Бондаренко стал советником президента по спортивным вопросам в СКА, а 31 августа — сменил Сергея Андреева в должности главного тренера.
С конца ноября 2008 года по июль 2009 года возглавлял клуб «Примейру де Агошту» (Ангола), в декабре 2009-го стал главным тренером в клубе «Кабушкорп» (Ангола, Луанда). Летом 2010 года сотрудничество между сторонами было прервано из-за разногласий организационного порядка, но в январе 2011-го Бондаренко вновь подписал контракт с клубом. В ноябре 2012 года покинул команду, клуб решил не продлевать с ним контракт.

## Достижения в качестве игрока

### Командные
СКА (Ростов-на-Дону)
- Финалист Кубка СССР: 1971

## Достижения в качестве тренера[25][26]

### Командные
Мачедже
- Чемпион Мозамбика: 1987[27]

 Кошта ду Сол
- Чемпион Мозамбика: (2) 1993, 1994[28]
- Обладатель Кубка Мозамбика: (2) 1993, 1995

 Орландо Пайретс
- Обладатель Кубка ЮАР: 1996
- Обладатель Суперкубка КАФ: 1996
- Обладатель Кубка Восьми: 1996

### Личные
- Тренер года в Мозамбике: (2) 1988, 1995
- Тренер года в ЮАР: 1996
- Лучший иностранный тренер Анголы: (2) 2011, 2012[29]

## Награды
- Медаль «За боевые заслуги» (Мозамбик): 1996

## Семья
Сыновья Алексей и Владислав работают в футбольной сфере. Алексей — футбольный агент. Владислав работал в Москве, в конце 2000-х вернулся в Африку.